# Restio andreaeanus
Restio andreaeanus är en gräsväxtart som först beskrevs av Neville Stuart Pillans, och fick sitt nu gällande namn av Hans Peter Linder och C.R.Hardy. Restio andreaeanus ingår i släktet Restio och familjen Restionaceae. Inga underarter finns listade i Catalogue of Life.